# Дахвиг
Дахвиг (њем. Dachwig) општина је у њемачкој савезној држави Тирингија. Једно је од 57 општинских средишта округа Гота. Према процјени из 2010. у општини је живјело 1.637 становника. Посједује регионалну шифру (AGS) 16067009.

## Географски и демографски подаци
Дахвиг се налази у савезној држави Тирингија у округу Гота. Општина се налази на надморској висини од 172 метра. Површина општине износи 12,6 km². У самом мјесту је, према процјени из 2010. године, живјело 1.637 становника. Просјечна густина становништва износи 129 становника/km².